# Coppa del Mondo di slittino 1980
La Coppa del Mondo di slittino 1979/80, terza edizione della manifestazione organizzata dalla Federazione Internazionale Slittino, ebbe inizio il 6 dicembre 1979 ad Igls, in Austria, e si concluse il 9 marzo 1980 a Königssee, nella Repubblica Federale Tedesca. Furono disputate 12 gare, quattro per ogni tipologia (singolo uomini, singolo donne ed il doppio) in 4 differenti località. Nel corso della stagione si tennero anche i XIII Giochi olimpici invernali di Lake Placid 1980, negli Stati Uniti, ed i Campionati europei di slittino 1980 a Valdaora, in Italia, competizioni non valide ai fini della Coppa del Mondo.
Le coppe di cristallo, trofeo conferito ai vincitori del circuito, furono assegnate all'italiano Ernst Haspinger e all'austriaca Angelika Schafferer per quanto concerne le classifiche del singolo uomini e del singolo donne mentre la coppia austriaca Günther Lemmerer e Reinhold Sulzbacher si aggiudicò la vittoria del doppio.

## Risultati
| Data               | Località     | Nazione        | Specialità       | Primi classificati                                          | Secondi classificati                               | Terzi classificati                           |
| ------------------ | ------------ | -------------- | ---------------- | ----------------------------------------------------------- | -------------------------------------------------- | -------------------------------------------- |
| 6-7 dicembre 1979  | Igls         | Austria        | Donne – Singolo  | Angelika Schafferer Austria                                 | Bettina Schmidt Germania Est                       | Christine Brunner Austria                    |
| 6-7 dicembre 1979  | Igls         | Austria        | Uomini – Singolo | Ernst Haspinger Italia                                      | Karl Brunner Italia                                | Georg Fluckinger Austria                     |
| 6-7 dicembre 1979  | Igls         | Austria        | Uomini – Doppio  | Günther Lemmerer Reinhold Sulzbacher Austria                | Georg Fluckinger Karl Schrott Austria              | Peter Gschnitzer Karl Brunner Italia         |
| 26-27 gennaio 1980 | Hammarstrand | Svezia         | Donne – Singolo  | Ute Weiß Germania Est                                       | Heike Popel Germania Est                           | Eleonora Cherenisina Unione Sovietica        |
| 26-27 gennaio 1980 | Hammarstrand | Svezia         | Uomini – Singolo | Stefan Kjernholm Svezia                                     | Jörg Hoffmann Germania Est                         | Helmut Brunner Italia                        |
| 26-27 gennaio 1980 | Hammarstrand | Svezia         | Uomini – Doppio  | Günther Lemmerer Reinhold Sulzbacher Austria                | Stefan Kjernholm Kenneth Holm Svezia               | Östen Nilsson Finn Sollen Svezia             |
| 13 febbraio 1980   | Imst         | Austria        | Donne – Singolo  | Bettina Schmidt Germania Est                                | Angelika Schafferer Austria                        | Roswitha Stenzel Germania Est                |
| 13 febbraio 1980   | Imst         | Austria        | Uomini – Singolo | Hans Rinn Germania Est                                      | Karl Brunner Italia                                | Albert Graf Austria                          |
| 13 febbraio 1980   | Imst         | Austria        | Uomini – Doppio  | Günther Lemmerer Reinhold Sulzbacher Austria                | Georg Fluckinger Karl Schrott Austria              | Anton Winkler Anton Wembacher Germania Ovest |
| 9 marzo 1980       | Königssee    | Germania Ovest | Donne – Singolo  | Angelika Schafferer Austria e Melitta Sollmann Germania Est |                                                    | Ilona Brand Germania Est                     |
| 9 marzo 1980       | Königssee    | Germania Ovest | Uomini – Singolo | Ernst Haspinger Italia                                      | Paul Hildgartner Italia                            | Michael Walter Germania Est                  |
| 9 marzo 1980       | Königssee    | Germania Ovest | Uomini – Doppio  | Peter Gschnitzer Karl Brunner Italia                        | Hans Stanggassinger Franz Wembacher Germania Ovest | Georg Fluckinger Karl Schrott Austria        |

## Classifiche

### Singolo uomini
| Pos. | Nome             | Nazione |
| ---- | ---------------- | ------- |
| 1    | Ernst Haspinger  | Italia  |
| 2    | Karl Brunner     | Italia  |
| 3    | Georg Fluckinger | Austria |

### Singolo donne
| Pos. | Nome                | Nazione      |
| ---- | ------------------- | ------------ |
| 1    | Angelika Schafferer | Austria      |
| 2    | Bettina Schmidt     | Germania Est |
| 3    | Christine Brunner   | Austria      |

### Doppio
| Pos. | Nome                                 | Nazione |
| ---- | ------------------------------------ | ------- |
| 1    | Günther Lemmerer Reinhold Sulzbacher | Austria |
| 2    | Georg Fluckinger Karl Schrott        | Austria |
| 3    | Peter Gschnitzer Karl Brunner        | Italia  |